# Балгабаева, Айнаш Рахимовна
Айнаш Рахимовна Балгабаева  (род. 1953 года рождения, село Мадениет, Жалагашский район) — советский ветеран труда, советский общественный и политический деятель.

## Биография
- С 1972 года — рисовод, бригадир рисоводческой бригады совхоза Мадениет.
- С 1998 года возглавляет фермерское хозяйство «Айнаш».

## Награды
- орден Трудового Красного Знамени (1984);
- орден Октябрьской революции (1991).

## Общественная деятельность
- Избрана депутатом Верховного Совета СССР 11 созыва[1]